# Anthony Benna
Anthony Benna (Cluses, 25 settembre 1987) è un ex sciatore freestyle francese, specialista delle gobbe.

## Biografia
In Coppa del Mondo ha esordito il 18 febbraio 2005 a Sauze d'Oulx (58º), ha ottenuto il primo podio il 18 dicembre 2008 a Kreischberg (3º) e la prima vittoria il 15 marzo 2015 a Megève.
In carriera ha preso parte a due edizioni dei Giochi olimpici invernali, Vancouver 2010 (30º nelle gobbe) e Soči 2014 (23º nelle gobbe), e a quattro dei Campionati mondiali, vincendo una medaglia d'oro a Kreischberg 2015.
Nel 2018 ha preso parte ai XXIII Giochi olimpici invernali a Pyeongchang venendo eliminato nel primo turno della finale e classificandosi tredicesimo nella gara di gobbe.

## Palmarès

### Mondiali
- 1 medaglia:
  - 1 oro (gobbe a Kreischberg 2015)

### Mondiali juniores
- 1 medaglia:
  - 1 argento (gobbe a Krasnoe Ozero 2006)

### Coppa del Mondo
- Miglior piazzamento nella Coppa del Mondo generale di gobbe: 5º nel 2015
- 6 podi:
  - 2 vittorie
  - 1 secondo posto
  - 3 terzi posti

#### Coppa del Mondo - vittorie
| Data            | Luogo       | Paese       | Disciplina |
| --------------- | ----------- | ----------- | ---------- |
| 15 marzo 2015   | Megève      | Francia     | DM         |
| 6 febbraio 2016 | Deer Valley | Stati Uniti | DM         |

Legenda:

DM = Gobbe in parallelo